# Odaát (2. évad)
Az Odaát (Supernatural) második évada 2006. szeptember 28. és 2007. május 17. között futott az amerikai The CW csatornán, Magyarországon pedig a RTL Klubon került adásba 2007. október 19-től.

## Karakterek a 2. évadban
- Dean Winchester
- Sam Winchester
- John Winchester
- Mary Winchester
- Azazel
- Bobby Singer
- Ellen Harvelle
- Joanna Harvelle
- Ash
- Gordon Walker
- Victor Henriksen
- Andrew Gallagher
- Ava Wilson
- Jake Talley
- Lily Witherfield
- Ansem Weems
- Scott Carey
- Meg Masters
- Démon a kereszteződésben
- Trükkös
- Ronald Resnick

## Epizódok
| Sor. | Év. | Cím                                                                    | Rendező         | Író                                                                | Premier                                | Nézettség |
| ---- | --- | ---------------------------------------------------------------------- | --------------- | ------------------------------------------------------------------ | -------------------------------------- | --------- |
| 23.  | 1.  | Ha eljön a kaszás… (In My Time Of Dying)                               | Kim Manners     | Eric Kripke                                                        | 2006. szeptember 28. 2007. október 19. |           |
| 24.  | 2.  | A bohóc (Everybody Loves a Clown)                                      | Phil Sgriccia   | John Shiban                                                        | 2006. október 5. 2007. október 26.     |           |
| 25.  | 3.  | Vérszomj (Bloodlust)                                                   | Robert Singer   | Sera Gamble                                                        | 2006. október 12. 2007. november 9.    |           |
| 26.  | 4.  | A lány nem nyugszik békében (Children Shouldn't Play With Dead Things) | Kim Manners     | Raelle Tucker                                                      | 2006. október 19. 2007. november 16.   |           |
| 27.  | 5.  | Különleges képesség (Simon Said)                                       | Tim Iacofano    | Ben Edlund                                                         | 2006. október 26. 2007. november 23.   |           |
| 28.  | 6.  | Szőkék előnyben (No Exit)                                              | Kim Manners     | Matt Witten                                                        | 2006. november 2. 2007. november 30.   |           |
| 29.  | 7.  | A vádlottak padján (The Usual Suspects)                                | Mike Rohl       | Cathryn Humphris                                                   | 2006. november 9. 2007. december 7.    |           |
| 30.  | 8.  | Alku a démonnal (Crossroad Blues)                                      | Steve Boyum     | Sera Gamble                                                        | 2006. november 16. 2007. december 14.  |           |
| 31.  | 9.  | A vírus (Croatoan)                                                     | Robert Singer   | John Shiban                                                        | 2006. december 7. 2007. december 21.   |           |
| 32.  | 10. | Az űzött vad (Hunted)                                                  | Rachel Talalay  | Raelle Tucker                                                      | 2007. január 11. 2008. január 4.       |           |
| 33.  | 11. | Gyerekjáték (Playthings)                                               | Charles Beeson  | Matt Witten                                                        | 2007. január 18. 2008. január 11.      |           |
| 34.  | 12. | A bankrabló (Nightshifter)                                             | Phil Sgriccia   | Ben Edlund                                                         | 2007. január 25. 2008. január 18.      |           |
| 35.  | 13. | Angyalok otthona (Houses of The Holy)                                  | Kim Manners     | Sera Gamble                                                        | 2007. február 1. 2008. január 25.      |           |
| 36.  | 14. | Rossz vér (Born Under A Bad Sign)                                      | J. Miller Tobin | Cathryn Humphris                                                   | 2007. február 8. 2008. február 1.      |           |
| 37.  | 15. | A szemfényvesztő (Tall Tales)                                          | Bradford May    | John Shiban                                                        | 2007. február 15. 2008. február 8.     |           |
| 38.  | 16. | Halálút (Road Kill)                                                    | Charles Beeson  | Raelle Tucker                                                      | 2007. március 15. 2008. február 15.    |           |
| 39.  | 17. | A vérfarkas (Heart)                                                    | Kim Manners     | Sera Gamble                                                        | 2007. március 22. 2008. február 22.    |           |
| 40.  | 18. | A filmstúdió fantomja (Hollywood Babylon)                              | Phil Sgriccia   | Ben Edlund                                                         | 2007. április 19. 2008. február 29.    |           |
| 41.  | 19. | Börtönbalhé (Folsom Prison Blues)                                      | Mike Rohl       | John Shiban                                                        | 2007. április 26. 2008. március 7.     |           |
| 42.  | 20. | Szellem a palackból (What Is and What Should Never Be)                 | Eric Kripke     | Raelle Tucker                                                      | 2007. május 3. 2008. március 14.       |           |
| 43.  | 21. | Ha a pokol elszabadul (1. rész) (All Hell Breaks Loose (Part 1))       | Robert Singer   | Sera Gamble                                                        | 2007. május 10. 2008. március 21.      |           |
| 44.  | 22. | Ha a pokol elszabadul (2. rész) (All Hell Breaks Loose (Part 2))       | Kim Manners     | Történet: Eric Kripke & Michael T. Moore Forgatókönyv: Eric Kripke | 2007. május 17. 2008. március 28.      |           |